# 马克·米奥多尼克
马克·米奥多尼克（英語：Mark Miodownik，/ˌmiːəˈdɒvnɪk/，1969年4月25日—）是一位英国材料科学家、工程师、科普广播员和作家，2014年当选皇家工程院院士，主要科普作品有《迷人的材料：10种改变世界的神奇物质和它们背后的科学故事》（Stuff Matters: The Strange Stories of the Marvellous Materials that Shape Our Man-made World）、《迷人的液体：33种神奇又危险的流动物质和它们背后的科学故事》（Liquid: The Delightful and Dangerous Substances That Flow Through Our Lives）等。